# Lukașivka, Lîpoveț
Lukașivka (în ucraineană Лукашівка) este localitatea de reședință a comunei Lukașivka din raionul Lîpoveț, regiunea Vinnița, Ucraina.

## Demografie
Componența lingvistică a localității Lukașivka
     Ucraineană (99,07%)
     Alte limbi (0,8%)
Conform recensământului din 2001, majoritatea populației localității Lukașivka era vorbitoare de ucraineană (99,07%), existând în minoritate și vorbitori de alte limbi.